# Альтендорф

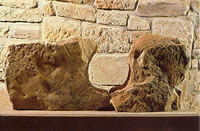
Вход в погребальную камеру Альтендорфа. Региональный музей Вольфхаген.

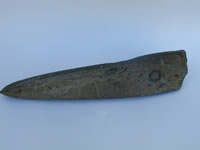
Каменный топор из камеры. Региональный музей Вольфхаген.

Альтендорф (Альтендорфская гробница) — важная мегалитическая гробница у Альтенбурга около города Наумбург на севере федеральной земли Гессен в Германии. По структура представляет собой галерейную гробницу эпохи позднего неолита. Относится к гессенско-вестфальской субкультуре каменных саркофагов вартбергской культуры. Альтенбургская гробница является важной для изучения истории Центральной Европы ввиду большого количества обнаруженных в ней останков. Датируется периодом не ранее 3400 года до н. э., то есть является наиболее ранним мегалитическим памятником в регионе. Обнаружена в начале 20 века в результате сельскохозяйственной деятельности.